# Ruta d'Occitània 2018
La Ruta d'Occitània 2018, 42a edició de la Ruta d'Occitània, es disputà entre el 14 al 17 de juny de 2018 repartits entre quatre etapes, amb inici a Vilamanda i final a Nogaròu. La cursa formava part del calendari de l'UCI Europa Tour 2018, amb una categoria 2.1.

## Equips
L'organització convidà a prendre part en la cursa a disset equips:
| WorldTeams (5)- Sky - AG2R La Mondiale - Astana - Groupama-FDJ - Movistar Team Equips continentals professionals (9)- Caja Rural-Seguros RGA - Fortuneo-Samsic - Cofidis, Solutions Crédits - Delko-Marseille Provence-KTM - Direct Énergie - Euskadi Basque Country-Murias - Manzana Postobón - Vital Concept - Wanty-Groupe Gobert Equips continentals (4)- Bike Aid - Project Nice Cote d’Azur - Roubaix Lille Métropole - Saint Michel-Auber 93 |
| |

## Etapes
| Etapa    | Data       | Ciutats d'etapa                      | type | Distància (km) | Vencedor de l'etapa         | Líder de la general         |
| -------- | ---------- | ------------------------------------ | ---- | -------------- | --------------------------- | --------------------------- |
| 1a etapa | 14 de juny | Carmauç – Carmauç                    |      | 168            | Nacer Bouhanni              | Nacer Bouhanni              |
| 2a etapa | 15 de juny | Sent Gaudenç – Masseuva              |      | 173            | Clément Venturini           | Nacer Bouhanni              |
| 3a etapa | 16 de juny | Prat e Bonrepaus – Les Monts d'Òlmes |      | 198,4          | Alejandro Valverde Belmonte | Alejandro Valverde Belmonte |
| 4a etapa | 17 de juny | Mirapeis – Càsols de Besièrs         |      | 192,7          | Anthony Roux                | Alejandro Valverde Belmonte |

### 1.ª etapa
| \| Classificació de l'etapa \| Classificació de l'etapa \| Classificació de l'etapa \| Classificació de l'etapa \| Classificació de l'etapa \| \| Corredor \| Corredor \| Equip \| Temps \| \| \| ------------------------ \| --------------------------- \| ---------------------------- \| ------------------------ \| ------------------------ \| \| 1r \| Nacer Bouhanni \| Cofidis, Solutions Crédits \| 4h 12' 32" \| \| \| 2n \| Christophe Laporte \| Cofidis, Solutions Crédits \| + 0" \| \| \| 3r \| Bryan Coquard \| Vital Concept \| + 0" \| \| \| 4t \| Jon Aberasturi Izaga \| Euskadi-Murias \| + 0" \| \| \| 5è \| Carlos Barbero Cuesta \| Movistar Team \| + 0" \| \| \| 6è \| Ievgueni Guiditx \| Astana \| + 0" \| \| \| 7è \| Alejandro Valverde Belmonte \| Movistar Team \| + 0" \| \| \| 8è \| Jérémy Leveau \| Delko-Marseille Provence-KTM \| + 0" \| \| \| 9è \| Christopher Lawless \| Team Sky \| + 0" \| \| \| 10è \| Leonardo Basso \| Team Sky \| + 0" \| \| |                             |                              |            |
| |                             |                              |            |
| |                             |                              |            |
| Classificació de l'etapa |                             |                              |            |
| Corredor | Corredor                    | Equip                        | Temps      |
| 1r | Nacer Bouhanni              | Cofidis, Solutions Crédits   | 4h 12' 32" |
| 2n | Christophe Laporte          | Cofidis, Solutions Crédits   | + 0"       |
| 3r | Bryan Coquard               | Vital Concept                | + 0"       |
| 4t | Jon Aberasturi Izaga        | Euskadi-Murias               | + 0"       |
| 5è | Carlos Barbero Cuesta       | Movistar Team                | + 0"       |
| 6è | Ievgueni Guiditx            | Astana                       | + 0"       |
| 7è | Alejandro Valverde Belmonte | Movistar Team                | + 0"       |
| 8è | Jérémy Leveau               | Delko-Marseille Provence-KTM | + 0"       |
| 9è | Christopher Lawless         | Team Sky                     | + 0"       |
| 10è | Leonardo Basso              | Team Sky                     | + 0"       |

| \| Classificació general \| Classificació general \| Classificació general \| Classificació general \| Classificació general \| \| Corredor \| Corredor \| Equip \| Temps \| \| \| --------------------- \| --------------------------- \| ---------------------------- \| --------------------- \| --------------------- \| \| 1r \| Nacer Bouhanni \| Cofidis, Solutions Crédits \| 4h 12' 22" \| \| \| 2n \| Christophe Laporte \| Cofidis, Solutions Crédits \| + 4" \| \| \| 3r \| Meron Abraham \| Bike Aid \| + 4" \| \| \| 4t \| Bryan Coquard \| Vital Concept \| + 6" \| \| \| 5è \| Romain Combaud \| Delko-Marseille Provence-KTM \| + 6" \| \| \| 6è \| Jon Aberasturi Izaga \| Euskadi-Murias \| + 10" \| \| \| 7è \| Carlos Barbero Cuesta \| Movistar Team \| + 10" \| \| \| 8è \| Ievgueni Guiditx \| Astana \| + 10" \| \| \| 9è \| Alejandro Valverde Belmonte \| Movistar Team \| + 10" \| \| \| 10è \| Jérémy Leveau \| Delko-Marseille Provence-KTM \| + 10" \| \| |                             |                              |            |
| |                             |                              |            |
| |                             |                              |            |
| Classificació general |                             |                              |            |
| Corredor | Corredor                    | Equip                        | Temps      |
| 1r | Nacer Bouhanni              | Cofidis, Solutions Crédits   | 4h 12' 22" |
| 2n | Christophe Laporte          | Cofidis, Solutions Crédits   | + 4"       |
| 3r | Meron Abraham               | Bike Aid                     | + 4"       |
| 4t | Bryan Coquard               | Vital Concept                | + 6"       |
| 5è | Romain Combaud              | Delko-Marseille Provence-KTM | + 6"       |
| 6è | Jon Aberasturi Izaga        | Euskadi-Murias               | + 10"      |
| 7è | Carlos Barbero Cuesta       | Movistar Team                | + 10"      |
| 8è | Ievgueni Guiditx            | Astana                       | + 10"      |
| 9è | Alejandro Valverde Belmonte | Movistar Team                | + 10"      |
| 10è | Jérémy Leveau               | Delko-Marseille Provence-KTM | + 10"      |

### 2.ª etapa
| \| Classificació de l'etapa \| Classificació de l'etapa \| Classificació de l'etapa \| Classificació de l'etapa \| Classificació de l'etapa \| \| Corredor \| Corredor \| Equip \| Temps \| \| \| ------------------------ \| ------------------------ \| ---------------------------- \| ------------------------ \| ------------------------ \| \| 1r \| Clément Venturini \| AG2R La Mondiale \| 4h 07' 08" \| \| \| 2n \| Nacer Bouhanni \| Cofidis, Solutions Crédits \| + 0" \| \| \| 3r \| Carlos Barbero Cuesta \| Movistar Team \| + 0" \| \| \| 4t \| Christophe Laporte \| Cofidis, Solutions Crédits \| + 0" \| \| \| 5è \| Kévin Le Cunff \| Saint Michel-Auber 93 \| + 0" \| \| \| 6è \| Evaldas Šiškevičius \| Delko-Marseille Provence-KTM \| + 0" \| \| \| 7è \| Flavien Maurelet \| Saint Michel-Auber 93 \| + 0" \| \| \| 8è \| Ievgueni Guiditx \| Astana \| + 0" \| \| \| 9è \| Bryan Coquard \| Vital Concept \| + 0" \| \| \| 10è \| Christopher Lawless \| Team Sky \| + 0" \| \| |                       |                              |            |
| |                       |                              |            |
| |                       |                              |            |
| Classificació de l'etapa |                       |                              |            |
| Corredor | Corredor              | Equip                        | Temps      |
| 1r | Clément Venturini     | AG2R La Mondiale             | 4h 07' 08" |
| 2n | Nacer Bouhanni        | Cofidis, Solutions Crédits   | + 0"       |
| 3r | Carlos Barbero Cuesta | Movistar Team                | + 0"       |
| 4t | Christophe Laporte    | Cofidis, Solutions Crédits   | + 0"       |
| 5è | Kévin Le Cunff        | Saint Michel-Auber 93        | + 0"       |
| 6è | Evaldas Šiškevičius   | Delko-Marseille Provence-KTM | + 0"       |
| 7è | Flavien Maurelet      | Saint Michel-Auber 93        | + 0"       |
| 8è | Ievgueni Guiditx      | Astana                       | + 0"       |
| 9è | Bryan Coquard         | Vital Concept                | + 0"       |
| 10è | Christopher Lawless   | Team Sky                     | + 0"       |

| \| Classificació general \| Classificació general \| Classificació general \| Classificació general \| Classificació general \| \| Corredor \| Corredor \| Equip \| Temps \| \| \| --------------------- \| ------------------------ \| ---------------------------- \| --------------------- \| --------------------- \| \| 1r \| Nacer Bouhanni \| Cofidis, Solutions Crédits \| 8h 19' 24" \| \| \| 2n \| Clément Venturini \| AG2R La Mondiale \| + 6" \| \| \| 3r \| Christophe Laporte \| Cofidis, Solutions Crédits \| + 10" \| \| \| 4t \| Quentin Jauregui \| AG2R La Mondiale \| + 11" \| \| \| 5è \| Garikoitz Bravo Oiarbide \| Euskadi-Murias \| + 11" \| \| \| 6è \| Carlos Barbero Cuesta \| Movistar Team \| + 12" \| \| \| 7è \| Bryan Coquard \| Vital Concept \| + 12" \| \| \| 8è \| Romain Combaud \| Delko-Marseille Provence-KTM \| + 12" \| \| \| 9è \| Ievgueni Guiditx \| Astana \| + 16" \| \| \| 10è \| Jon Aberasturi Izaga \| Euskadi-Murias \| + 16" \| \| |                          |                              |            |
| |                          |                              |            |
| |                          |                              |            |
| Classificació general |                          |                              |            |
| Corredor | Corredor                 | Equip                        | Temps      |
| 1r | Nacer Bouhanni           | Cofidis, Solutions Crédits   | 8h 19' 24" |
| 2n | Clément Venturini        | AG2R La Mondiale             | + 6"       |
| 3r | Christophe Laporte       | Cofidis, Solutions Crédits   | + 10"      |
| 4t | Quentin Jauregui         | AG2R La Mondiale             | + 11"      |
| 5è | Garikoitz Bravo Oiarbide | Euskadi-Murias               | + 11"      |
| 6è | Carlos Barbero Cuesta    | Movistar Team                | + 12"      |
| 7è | Bryan Coquard            | Vital Concept                | + 12"      |
| 8è | Romain Combaud           | Delko-Marseille Provence-KTM | + 12"      |
| 9è | Ievgueni Guiditx         | Astana                       | + 16"      |
| 10è | Jon Aberasturi Izaga     | Euskadi-Murias               | + 16"      |

### 3.ª etapa
| \| Classificació de l'etapa \| Classificació de l'etapa \| Classificació de l'etapa \| Classificació de l'etapa \| Classificació de l'etapa \| \| Corredor \| Corredor \| Equip \| Temps \| \| \| ------------------------ \| --------------------------- \| -------------------------- \| ------------------------ \| ------------------------ \| \| 1r \| Alejandro Valverde Belmonte \| Movistar Team \| 5h 28' 53" \| \| \| 2n \| Daniel Navarro García \| Cofidis, Solutions Crédits \| + 2" \| \| \| 3r \| Kenny Elissonde \| Team Sky \| + 6" \| \| \| 4t \| Luis León Sánchez Gil \| Astana \| + 1' 03" \| \| \| 5è \| Sébastien Reichenbach \| Groupama-FDJ \| + 1' 04" \| \| \| 6è \| Antonio Molina Canet \| Caja Rural-Seguros RGA \| + 1' 06" \| \| \| 7è \| Hubert Dupont \| AG2R La Mondiale \| + 1' 09" \| \| \| 8è \| Valentin Madouas \| Groupama-FDJ \| + 1' 32" \| \| \| 9è \| Georg Preidler \| Groupama-FDJ \| + 1' 50" \| \| \| 10è \| Ricardo Vilela \| Manzana Postobón \| + 1' 50" \| \| |                             |                            |            |
| |                             |                            |            |
| |                             |                            |            |
| Classificació de l'etapa |                             |                            |            |
| Corredor | Corredor                    | Equip                      | Temps      |
| 1r | Alejandro Valverde Belmonte | Movistar Team              | 5h 28' 53" |
| 2n | Daniel Navarro García       | Cofidis, Solutions Crédits | + 2"       |
| 3r | Kenny Elissonde             | Team Sky                   | + 6"       |
| 4t | Luis León Sánchez Gil       | Astana                     | + 1' 03"   |
| 5è | Sébastien Reichenbach       | Groupama-FDJ               | + 1' 04"   |
| 6è | Antonio Molina Canet        | Caja Rural-Seguros RGA     | + 1' 06"   |
| 7è | Hubert Dupont               | AG2R La Mondiale           | + 1' 09"   |
| 8è | Valentin Madouas            | Groupama-FDJ               | + 1' 32"   |
| 9è | Georg Preidler              | Groupama-FDJ               | + 1' 50"   |
| 10è | Ricardo Vilela              | Manzana Postobón           | + 1' 50"   |

| \| Classificació general \| Classificació general \| Classificació general \| Classificació general \| Classificació general \| \| Corredor \| Corredor \| Equip \| Temps \| \| \| --------------------- \| --------------------------- \| -------------------------- \| --------------------- \| --------------------- \| \| 1r \| Alejandro Valverde Belmonte \| Movistar Team \| 13h 48' 23" \| \| \| 2n \| Daniel Navarro García \| Cofidis, Solutions Crédits \| + 6" \| \| \| 3r \| Kenny Elissonde \| Team Sky \| + 12" \| \| \| 4t \| Luis León Sánchez Gil \| Astana \| + 1' 12" \| \| \| 5è \| Sébastien Reichenbach \| Groupama-FDJ \| + 1' 14" \| \| \| 6è \| Antonio Molina Canet \| Caja Rural-Seguros RGA \| + 1' 16" \| \| \| 7è \| Hubert Dupont \| AG2R La Mondiale \| + 1' 19" \| \| \| 8è \| Valentin Madouas \| Groupama-FDJ \| + 1' 42" \| \| \| 9è \| Georg Preidler \| Groupama-FDJ \| + 2' 00" \| \| \| 10è \| Ricardo Vilela \| Manzana Postobón \| + 2' 00" \| \| |                             |                            |             |
| |                             |                            |             |
| |                             |                            |             |
| Classificació general |                             |                            |             |
| Corredor | Corredor                    | Equip                      | Temps       |
| 1r | Alejandro Valverde Belmonte | Movistar Team              | 13h 48' 23" |
| 2n | Daniel Navarro García       | Cofidis, Solutions Crédits | + 6"        |
| 3r | Kenny Elissonde             | Team Sky                   | + 12"       |
| 4t | Luis León Sánchez Gil       | Astana                     | + 1' 12"    |
| 5è | Sébastien Reichenbach       | Groupama-FDJ               | + 1' 14"    |
| 6è | Antonio Molina Canet        | Caja Rural-Seguros RGA     | + 1' 16"    |
| 7è | Hubert Dupont               | AG2R La Mondiale           | + 1' 19"    |
| 8è | Valentin Madouas            | Groupama-FDJ               | + 1' 42"    |
| 9è | Georg Preidler              | Groupama-FDJ               | + 2' 00"    |
| 10è | Ricardo Vilela              | Manzana Postobón           | + 2' 00"    |

### 4.ª etapa
| \| Classificació de l'etapa \| Classificació de l'etapa \| Classificació de l'etapa \| Classificació de l'etapa \| Classificació de l'etapa \| \| Corredor \| Corredor \| Equip \| Temps \| \| \| ------------------------ \| --------------------------- \| ---------------------------- \| ------------------------ \| ------------------------ \| \| 1r \| Anthony Roux \| Groupama-FDJ \| 24' 46" \| \| \| 2n \| Alejandro Valverde Belmonte \| Movistar Team \| + 27" \| \| \| 3r \| Evaldas Šiškevičius \| Delko-Marseille Provence-KTM \| + 36" \| \| \| 4t \| Ievgueni Guiditx \| Astana \| + 38" \| \| \| 5è \| Kévin Ledanois \| Fortuneo-Samsic \| + 44" \| \| \| 6è \| Clément Venturini \| AG2R La Mondiale \| + 47" \| \| \| 7è \| Sergio Higuita García \| Manzana Postobón \| + 47" \| \| \| 8è \| Sylvain Chavanel \| Direct Énergie \| + 52" \| \| \| 9è \| Nick Schultz \| Caja Rural-Seguros RGA \| + 53" \| \| \| 10è \| Kévin Le Cunff \| Saint Michel-Auber 93 \| + 56" \| \| |                             |                              |         |
| |                             |                              |         |
| |                             |                              |         |
| Classificació de l'etapa |                             |                              |         |
| Corredor | Corredor                    | Equip                        | Temps   |
| 1r | Anthony Roux                | Groupama-FDJ                 | 24' 46" |
| 2n | Alejandro Valverde Belmonte | Movistar Team                | + 27"   |
| 3r | Evaldas Šiškevičius         | Delko-Marseille Provence-KTM | + 36"   |
| 4t | Ievgueni Guiditx            | Astana                       | + 38"   |
| 5è | Kévin Ledanois              | Fortuneo-Samsic              | + 44"   |
| 6è | Clément Venturini           | AG2R La Mondiale             | + 47"   |
| 7è | Sergio Higuita García       | Manzana Postobón             | + 47"   |
| 8è | Sylvain Chavanel            | Direct Énergie               | + 52"   |
| 9è | Nick Schultz                | Caja Rural-Seguros RGA       | + 53"   |
| 10è | Kévin Le Cunff              | Saint Michel-Auber 93        | + 56"   |

## Classificació final
| \| Classificació general \| Classificació general \| Classificació general \| Classificació general \| Classificació general \| \| Corredor \| Corredor \| Equip \| Temps \| \| \| --------------------- \| --------------------------- \| -------------------------- \| --------------------- \| --------------------- \| \| 1r \| Alejandro Valverde Belmonte \| Movistar Team \| 18h 25' 34" \| \| \| 2n \| Daniel Navarro García \| Cofidis, Solutions Crédits \| + 14" \| \| \| 3r \| Kenny Elissonde \| Team Sky \| + 20" \| \| \| 4t \| Sébastien Reichenbach \| Groupama-FDJ \| + 1' 22" \| \| \| 5è \| Luis León Sánchez Gil \| Astana \| + 1' 24" \| \| \| 6è \| Antonio Molina Canet \| Caja Rural-Seguros RGA \| + 1' 24" \| \| \| 7è \| Hubert Dupont \| AG2R La Mondiale \| + 1' 27" \| \| \| 8è \| Valentin Madouas \| Groupama-FDJ \| + 1' 50" \| \| \| 9è \| Ricardo Vilela \| Manzana Postobón \| + 2' 07" \| \| \| 10è \| Georg Preidler \| Groupama-FDJ \| + 2' 08" \| \| |                             |                            |             |
| |                             |                            |             |
| Font: ProCyclingStats |                             |                            |             |
| Classificació general |                             |                            |             |
| Corredor | Corredor                    | Equip                      | Temps       |
| 1r | Alejandro Valverde Belmonte | Movistar Team              | 18h 25' 34" |
| 2n | Daniel Navarro García       | Cofidis, Solutions Crédits | + 14"       |
| 3r | Kenny Elissonde             | Team Sky                   | + 20"       |
| 4t | Sébastien Reichenbach       | Groupama-FDJ               | + 1' 22"    |
| 5è | Luis León Sánchez Gil       | Astana                     | + 1' 24"    |
| 6è | Antonio Molina Canet        | Caja Rural-Seguros RGA     | + 1' 24"    |
| 7è | Hubert Dupont               | AG2R La Mondiale           | + 1' 27"    |
| 8è | Valentin Madouas            | Groupama-FDJ               | + 1' 50"    |
| 9è | Ricardo Vilela              | Manzana Postobón           | + 2' 07"    |
| 10è | Georg Preidler              | Groupama-FDJ               | + 2' 08"    |

## Evolució de les classificacions
| Etapa                  | Vencedor          | Classificació general | Classificació per punts | Classificació de la muntanya | Classificació dels joves | Classificació per equips |
| ---------------------- | ----------------- | --------------------- | ----------------------- | ---------------------------- | ------------------------ | ------------------------ |
| 1                      | Nacer Bouhanni    | Nacer Bouhanni        | Nacer Bouhanni          | Meron Abraham                | Meron Abraham            | Team Sky                 |
| 2                      | Clément Venturini | Nacer Bouhanni        | Nacer Bouhanni          | Fabien Doubey                | Clément Venturini        | Saint Michel-Auber 93    |
| 3                      |                   |                       |                         |                              |                          |                          |
| 4                      |                   |                       |                         |                              |                          |                          |
| Classificacions finals |                   |                       |                         |                              |                          |                          |